# Wadim Jemieljanow
Wadim Michajłowicz Jemieljanow (ros. Вадим Михайлович Емельянов, ur. 25 kwietnia 1942 w Konioku w Kraju Krasnodarskim, zm. 27 maja 1977 w Siewieromorsku) – radziecki bokser, medalista igrzysk olimpijskich w 1964.
Występował w wadze ciężkiej (powyżej 81 kg). Zwyciężył w niej na Mistrzostwach Armii Zaprzyjaźnionych w 1963 w Łodzi, wygrywając w finale ze Zbigniewem Gugniewiczem. Był członkiem radzieckiej reprezentacji, która zdobyła w 1964 drużynowy Puchar Europy, wygrywając w finale z Polską (Jemieljanow pokonał w Łodzi Władysława Jędrzejewskiego i w Moskwie Włodzimierza Biela).
Zdobył brązowy medal na igrzyskach olimpijskich w 1964 w Tokio po wygraniu dwóch walk (w tym z Władysławem Jędrzejewskim) i porażce w półfinale z późniejszym mistrzem olimpijskim Joe Frazierem.
Był wicemistrzem ZSRR w 1967 oraz brązowym medalistą w 1961 i 1965.
Później służył we Flocie Północnej i był trenerem bokserskim. Zmarł tragicznie w wieku 35 lat.